# Phasicnecus latimaculata
Phasicnecus latimaculata är en fjärilsart som beskrevs av Ugo Dall'asta och Poncin 1980. Phasicnecus latimaculata ingår i släktet Phasicnecus och familjen Eupterotidae. Inga underarter finns listade i Catalogue of Life.